# Gyújtoványfű-apróbagoly
A gyújtoványfű-apróbagoly (Calophasia lunula)  a rovarok (Insecta) osztályának a lepkék (Lepidoptera) rendjéhez, ezen belül a bagolylepkefélék (Noctuidae) családjához tartozó faj.

## Elterjedése
Egész Közép-és Dél-Európában gyakori, de Oroszországban, Közép - és Kelet-Ázsiában is honos (Japánt kivéve). 1965-ben Észak-Amerikába is bekerült, Kanadába és az USA-ba. Az Alpok-ban akár 2000 méterig előfordul. Inkább meleg lejtőket, bozótosokat, sztyeppéket kedveli.

## Megjelenése
- lepke: szárnyfesztávolsága:  26–32 mm. Az első szárnyak barna színűek fehér-szürke foltokkal.
- hernyó: fehéres vagy sárga alapszín, a két oldalán nagy fekete foltokkal.
- báb: vöröses-barna, zömök, rövid kúpos hassal.

|  |

## Életmódja
- nemzedék: két vagy három egymást átfedő generációja van április-szeptember között (Svédországban csak egyetlen nemzedéke repül);
- hernyók tápnövényei: Gyújtoványfúfélék (Linaria fajok), Hólyagos habszegfű (Silene vulgaris), Kerti oroszlánszáj (Antirrhinum majus)

## Fordítás
- Ez a szócikk részben vagy egészben  a   Möndcheneule című német Wikipédia-szócikk fordításán alapul.  Az eredeti cikk szerkesztőit annak laptörténete sorolja fel. Ez a jelzés csupán a megfogalmazás eredetét és a szerzői jogokat jelzi, nem szolgál a cikkben szereplő információk forrásmegjelöléseként.